# Fred Wolf (Animator)
Fredrick W. Wolf (* 13. September 1932 in Brooklyn, New York City) ist ein amerikanischer Animator, Filmregisseur, Filmproduzent und Drehbuchautor.

## Leben
Wolf begann seine Karriere als Animator bei der Fernsehserie The Alvin Show von Ross Bagdasarian. 1964 arbeitete er als Animator an der Hanna-Babera-Produktion Yogi Bärs Abenteuer. Im selben Jahr führte er erstmals Regie bei einem Zeichentrick-Kurzfilm. Für seinen zweiten Film The Box erhielt er 1967 einen Oscar. Im Jahr darauf gründete er zusammen mit Jimmy T. Murakami die Produktionsgesellschaft Murakami-Wolf Films. 1971 wurde mit The Point! der erste für das Fernsehen hergestellte Zeichentrickfilm mit Dustin Hoffman als Erzähler produziert. Nachdem zwischenzeitlich mit Charles Swenson ein dritter Partner eingestiegen war, betreibt Wolf die Gesellschaft seit 1992 alleine.
Seit Mitte der 1980er Jahre war Wolf für Disney tätig und war als Regisseur und Produzent an der Serie DuckTales – Neues aus Entenhausen beteiligt, für die er eine Emmy-Nominierung erhielt. Zudem drehte er einen Pilotfilm für die Serie Disneys sprechende Hunde, die jedoch nicht realisiert wurde. Zu seinen weiteren Produktionen dieser Zeit gehörten die Zeichentrickserien James Bond Jr. und Teenage Mutant Hero Turtles. An letzterer wirkte Wolf auch an den Drehbüchern mit. In den 1990er Jahren produzierte er zwei Filme aus der Serie Teenage Mutant Ninja Turtles sowie Budgie the Little Helicopter nach den Erzählungen von Sarah Ferguson.

## Filmografie (Auswahl)

### Regie
- 1964: The Bird
- 1967: The Box
- 1986: Disneys sprechende Hunde (Fluppy Dogs)
- 1987: DuckTales – Neues aus Entenhausen (DuckTales)

### Produktion
- 1967: The Box
- 1986: Disneys sprechende Hunde (Fluppy Dogs)
- 1987: DuckTales – Neues aus Entenhausen (DuckTales)
- 1987: Teenage Mutant Hero Turtles (Teenage Mutant Ninja Turtles)
- 1988: Alvin und die Chipmunks (Alvin and the Chipmunks)
- 1991: Teenage Mutant Ninja Turtles: Planet of the Turtleoids
- 1991: James Bond Jr.
- 1994: Budgie the Little Helicopter
- 1998: Die fantastischen Abenteuer von Sindbad, dem Seefahrer (The Fantastic Voyages of Sinbad the Sailor)

### Drehbuch
- 1964: The Bird
- 1988: Teenage Mutant Hero Turtles (Teenage Mutant Ninja Turtles)

### Animation
- 1961: The Alvin Show
- 1964: Yogi Bärs Abenteuer (Hey There, It’s Yogi Bear)
- 1967: The Box
- 1971: The Point!
- 1977: The Mouse and His Child
- 1978: Puff, the Magic Dragon
- 1983: The Great Bear Scare

## Auszeichnungen (Auswahl)
- 1968: Oscar für The Box
- 1988: Emmy-Nominierung für DuckTales